# Solanum suaveolens
Solanum suaveolens là loài thực vật có hoa trong họ Cà. Loài này được Kunth & C.D. Bouché miêu tả khoa học đầu tiên năm 1848.